# Monasterio de Troyan

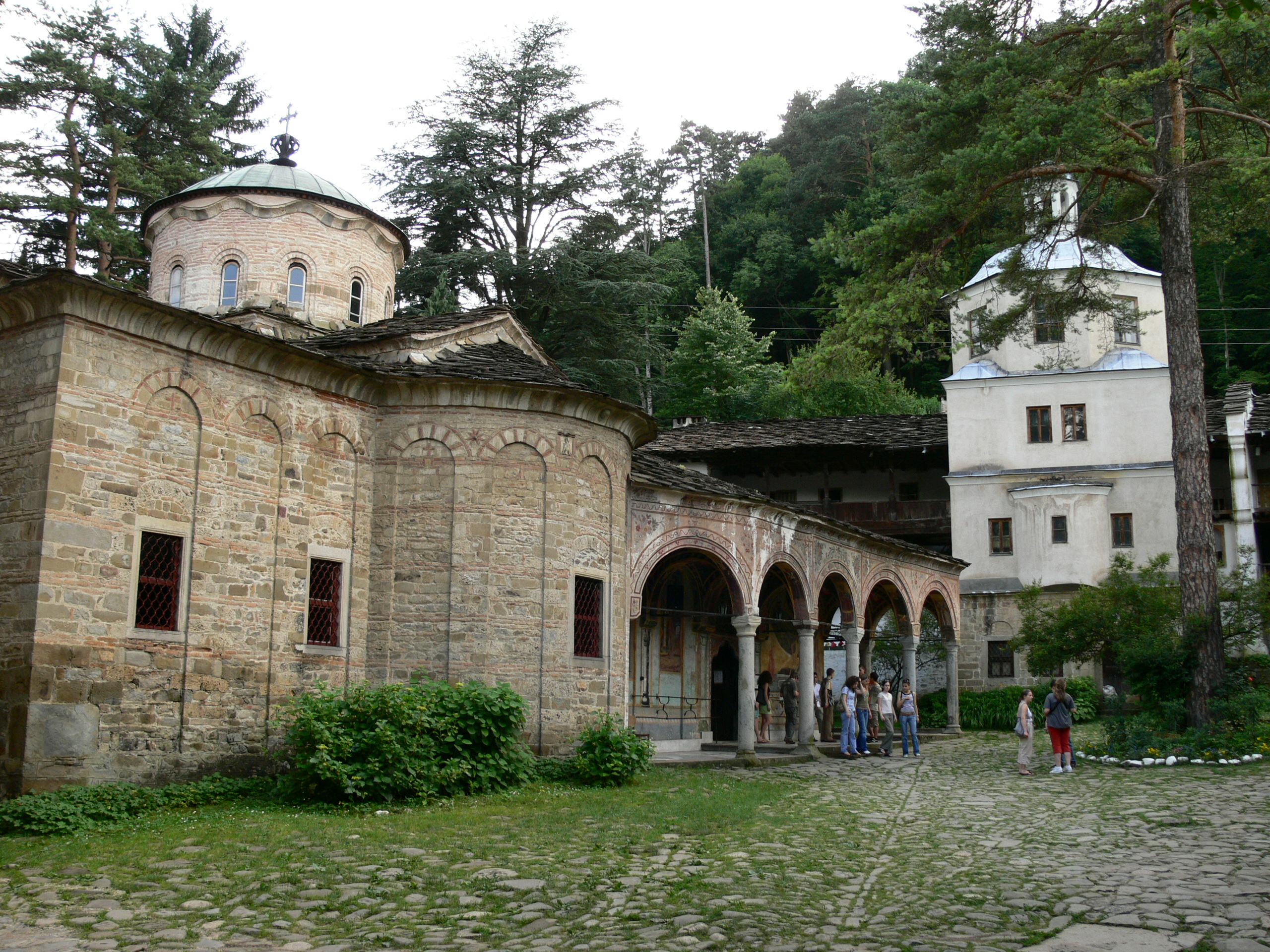
Monasterio de Troyan.

El Monasterio de la Dormición de la Santísima Madre de Dios (en búlgaro: Троянски манастир "Успение Богородично") o, por lo que es más comúnmente llamado, el Monasterio de Troyan es el tercer monasterio más grande de Bulgaria. Está situado en la parte norte del país en las montañas de los Balcanes y fue fundado a finales del siglo XVI.
Este monasterio ortodoxo está situado a orillas del río Cherni Osam cerca de Oreshak, un pueblo a 10 km de Troyan en la provincia de Lovech, siendo un popular destino turístico.
La iglesia principal del monasterio, Sveta Bogoroditsa, fue reconstruida a finales del imperio otomano durante el período del Renacimiento Nacional de Bulgaria por un maestro arquitecto llamado Konstantin en 1835. La decoración interior y exterior de la iglesia fueron pintadas entre 1847 y 1849 por Zahari Zograph, un popular pintor búlgaro de la época, que también pintó la iglesia principal del monasterio de Rila, el mayor monasterio de Bulgaria.
El iconostasio de la iglesia principal está fabricado en madera tallada en 1839.
En el monasterio se encuentra un importante icono milagros, el icono de las tres manos de la Virgen.
Vasil Levski se ocultó de los otomanos en el monasterio usando como escondite un armario que se puede ver hoy en día en el Museo del Escondite del monasterio.

## Galería

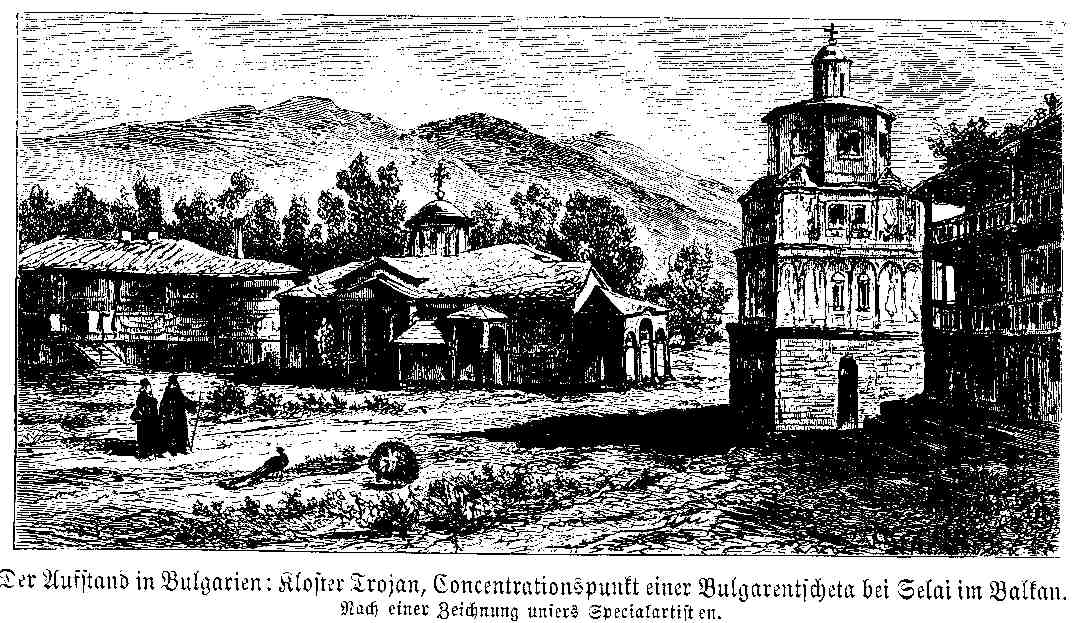
Pintura de 1876 del monasterio.
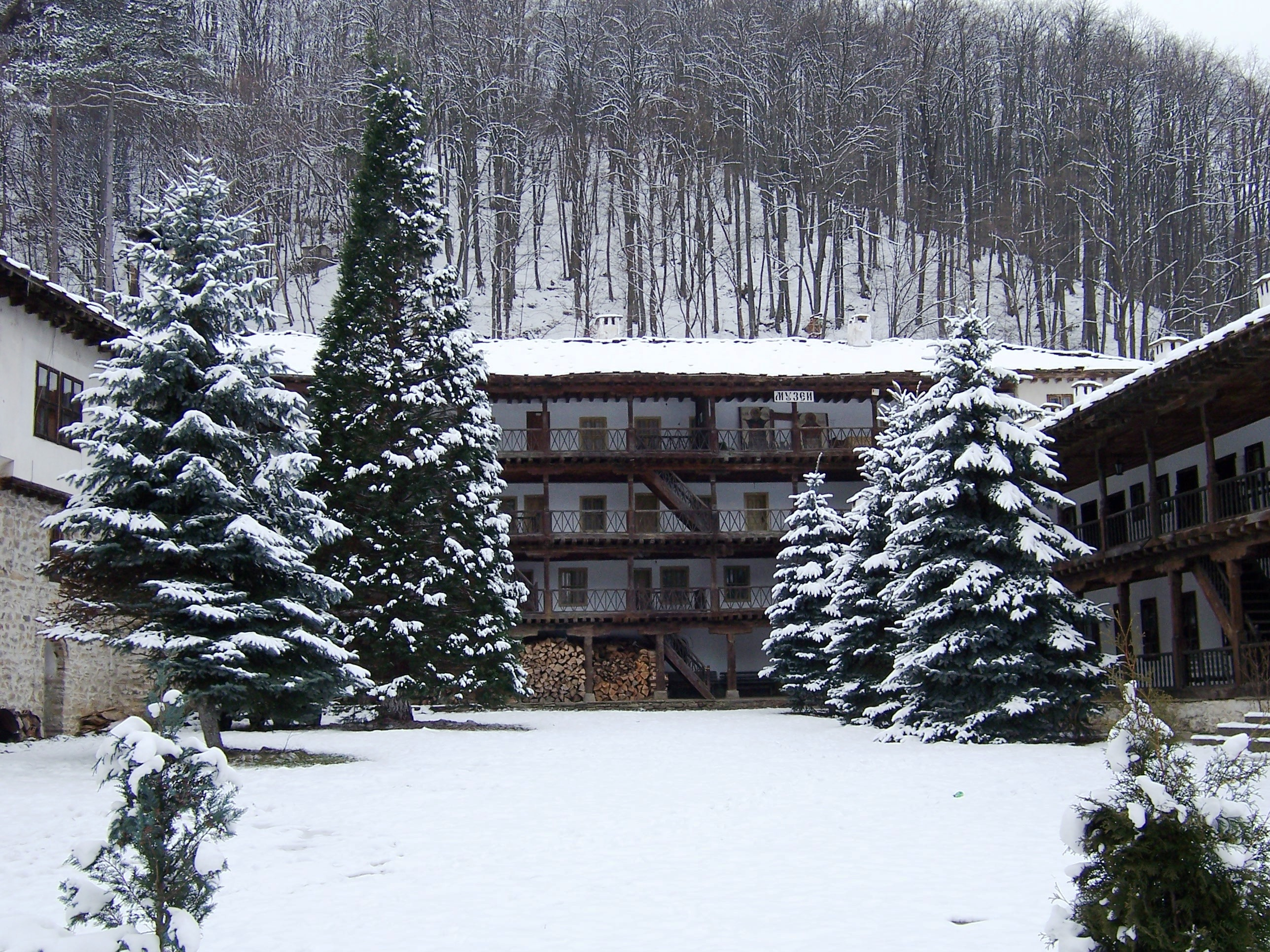
Patio interior del monasterio.
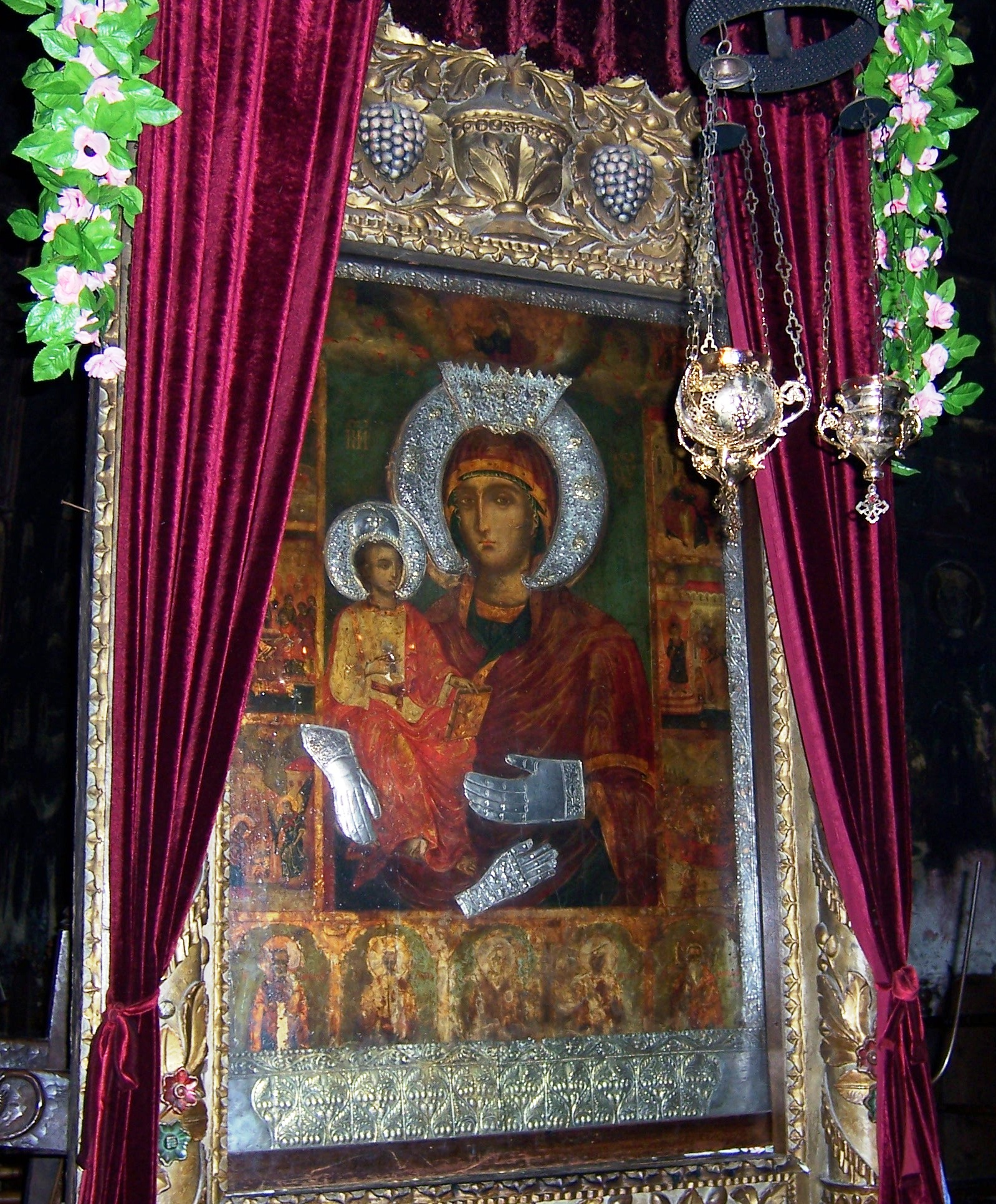
El icono de la tres manos de la Virgen.